# Coleccionismo de semillas

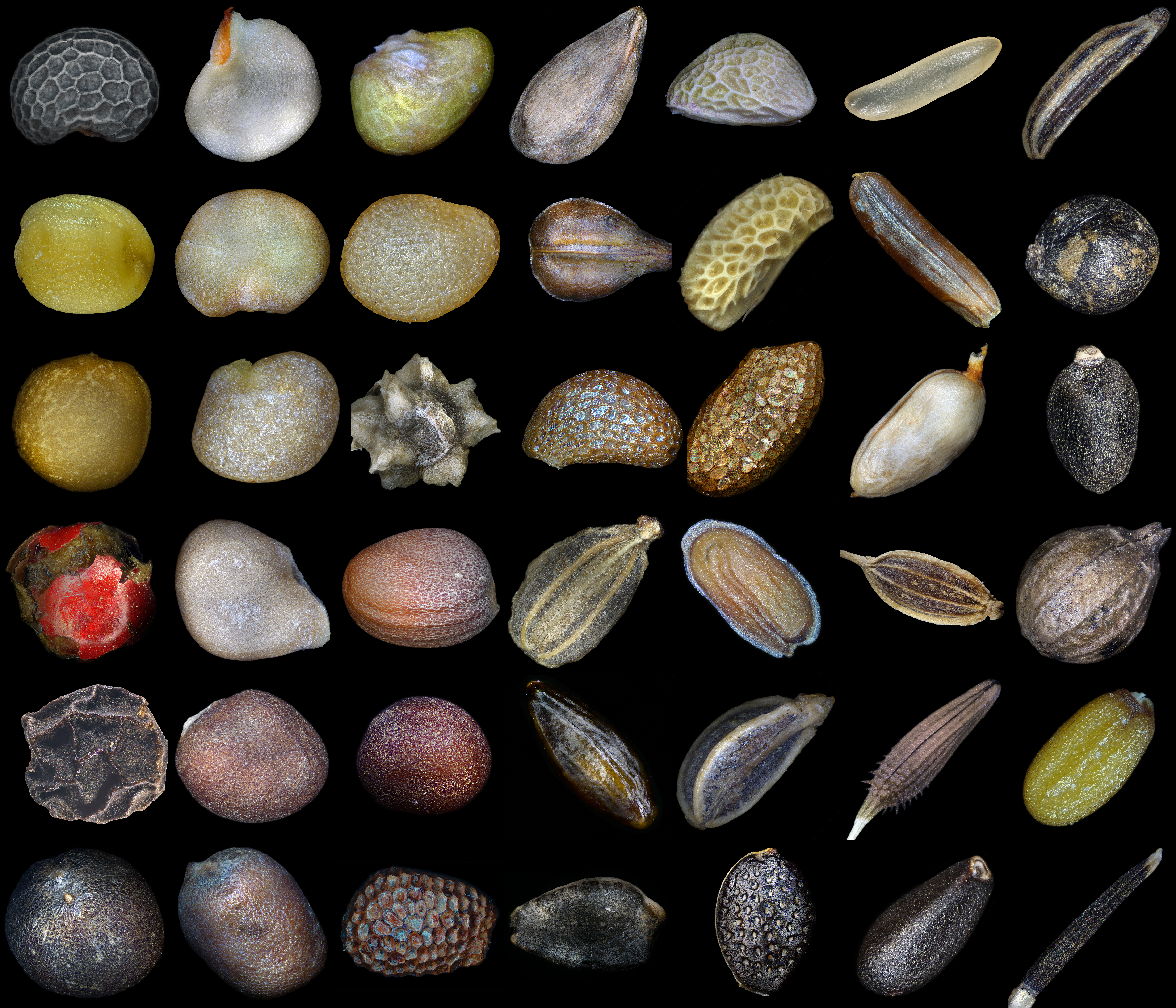
Semillas de varias plantas.
----
- Fila 1: amapola, pimiento rojo, fresa, manzano, mora, arroz, carum,
- Fila 2: mostaza, berenjena, physalis, uva, frambuesa, arroz rojo, pachulí,
- Fila 3: higos, baya del goji, remolacha, arándano, kiwi dorado, rosa mosqueta, albahaca,
- Fila 4: pimienta rosa, tomate, rábano, zanahoria, matthiola, eneldo, cilantro,
- Fila 5: pimienta negra, repollo blanco, col china, espino amarillo, perejil, diente de león, paniqueso,
- Fila 6: coliflor, rábano, kiwi, granadilla, maracuyá, melisa y cempasúchil

En la agricultura y la jardinería, el coleccionismo o guardado de semillas (seed saving) o «semillismo» es la práctica de guardar y conservar semillas de distintos vegetales, o de un cultivar o variedad botánica en particular, con el propósito de perpetuar su aprovechamiento humano. Por extensión, también se aplica al coleccionismo de otras partes de la planta que sirvan para la propagación vegetal, como tubérculos, esquejes, granos, hierbas, flores... etc. Esta es la forma tradicional en la que se han mantenido huertos, cultivos y jardines de todo el mundo en los últimos doce mil años.
En las últimas décadas, con el establecimiento de la industria de la agricultura y la producción masificada comenzando en la última parte del siglo XX, ha habido un cambio importante para comprar semillas anualmente de proveedores comerciales de semillas. Gran parte de la actividad de coleccionismo de semillas de base hoy en día es el trabajo de los jardineros caseros.

## Método
Para tener éxito en el coleccionismo de semillas, se deben desarrollar nuevas habilidades para garantizar que las características deseadas se conserven en las variedades locales de la variedad de plantas. Consideraciones importantes son la distancia de separación necesaria de las plantas de la misma especie para garantizar que no se produzca la polinización cruzada con otra variedad, y el número mínimo de plantas que se cultivarán, lo que preservará la diversidad genética inherente. También es necesario reconocer las características preferidas de la variedad cultivada para que las plantas que no se reproducen sean seleccionadas, y comprender la mejora de la mejora. Las enfermedades transmitidas por semillas deben ser reconocidas para que puedan ser eliminadas. Los métodos de almacenamiento de semillas deben ser lo suficientemente buenos para mantener la viabilidad de la semilla. Deben conocerse los requisitos de germinación para que se puedan realizar pruebas periódicas.
Se debe tener cuidado, ya que los materiales de capacitación sobre producción, limpieza, almacenamiento y mantenimiento de semillas a menudo se centran en hacer que las variedades locales sean más uniformes, distintas y estables (generalmente para aplicaciones comerciales), lo que puede resultar en la pérdida de valiosos rasgos adaptativos exclusivos de las variedades locales.
Además, hay que considerar una cuestión de naturaleza localizada. En el hemisferio norte superior, y en el sur inferior, se ve un cambio estacional en términos de un invierno más frío. Muchas plantas van a sembrar y luego quedan inactivas. Estas semillas deben hibernar hasta su respectiva temporada de primavera.

## Polinización libre
La polinización libre es un aspecto importante del coleccionismo de semillas. Las plantas que se reproducen por medios naturales tienden a adaptarse a las condiciones locales a lo largo del tiempo, por lo que evolucionan confiablemente en su entorno particular, lo que se conoce como «variedad local».

## Legalidad
Si bien la conservación de semillas e incluso el intercambio de semillas con otros agricultores con fines de biodiversidad ha sido una práctica tradicional, estas prácticas se han vuelto ilegales para las variedades de plantas que están patentadas o son propiedad de alguna otra entidad (a menudo una corporación). De conformidad con el artículo 28 del Acuerdo sobre los Aspectos de los Derechos de Propiedad Intelectual relacionados con el Comercio (TRIPS) de la Organización Mundial del Comercio (OMC), «plantar, cosechar, guardar, volver a plantar e intercambiar semillas de plantas patentadas, o de plantas que contienen patentes células y genes, constituye uso» y en algunos casos puede estar prohibido por las leyes de propiedad intelectual de los miembros de la OMC.
La reutilización de variedades tradicionales es libre, pero el intercambio de semillas patentadas está prohibido.

### Estados Unidos
Originalmente, el privilegio del agricultor de colectar semillas para su posterior cultivo se consideraba protegido por la Ley de Protección de Variedades Vegetales de 1970. Se pensaba que los agricultores estadounidenses podían vender semillas hasta la cantidad colectada por replantar su propia superficie.
Esa visión llegó a su fin en la última parte del siglo XX y principios del siglo XXI, con cambios en la tecnología y la ley. Primero, en 1981 Diamond v. Chakrabarty estableció que las compañías pueden obtener patentes para formas de vida, originalmente bacterias unicelulares genéticamente modificadas. En 2002 J.E.M. Ag Supply v. Pioneer estableció que se podrían emitir patentes de utilidad válidas en plantas reproducidas sexualmente, como los cultivos de semillas (por ejemplo, maíz). En 2013, Bowman v. Monsanto Co. estableció que era una infracción de patente que los agricultores guardaran las semillas de los cultivos (en ese caso, la soja) y produjeran cosechas posteriores de ellos, si las semillas o las plantas estaban patentadas. Las corporaciones de semillas pueden obtener enormes ganancias de este control sobre los suministros comerciales de semillas y, en consecuencia, los agricultores estadounidenses han perdido aún más el control sobre su proceso de producción agrícola.

## Lectura complementaria
- Ashworth, Suzanne & Whealy, Kent; Seed to Seed: Seed Saving Techniques for the Vegetable Gardener, Seed Savers Exchange, 2002. ISBN 978-1-882424-58-0
- Beck, Edward; A Packet of Seeds Saved by an Old Gardener, 2008. ISBN 978-0-559-85468-2
- Deppe, Carol; Breed Your Own Vegetable Varieties: The Gardener's and Farmer's Guide to Plant Breeding and Seed Saving, Chelsea Green Publishing Company, 2000. ISBN 978-1-890132-72-9
- Fanton, Michel and Jude; "The Seed Savers' Handbook", Seed Savers' Network, 1993. ISBN 0-646-10226-5
- Mcgrath, Mike; Save and sow seeds of your favourite vegetables, Quirk Books (Stati Uniti), 2009. ISBN 978-1-59474-289-7
- Vellve,  Renee; Saving the seed: genetic diversity and european agriculture, Londra, Earthscan Publications, 1992. ISBN 1-85383-150-6
- Whealy, Kent; Garden Seed Inventory: An Inventory of Seed Catalogs Listing All Non-Hybrid Vegetable Seeds Available in the United States and Canada, Seed Savers Exchange, 2005. ISBN 978-1-882424-60-3
- An Introduction to Seed Saving for the Home Gardener, University of Maine Cooperative Extension Bulletin 2750